# Горобченко Сергій Борисович
Сергій Борисович Горобченко (нар. 29 липня 1972, Сєвероуральськ, Свердловська область, РРФСР, СРСР) — російський актор театру і кіно.
Свідомо порушив державний кордон України з метою проникнення до окупованого Росією Криму. За участь у спробах легалізації окупації АР Крим російськими загарбниками та незаконну комерційну діяльність в окупованому російськими загарбниками Криму в січні 2018 року внесений до «чистилища» бази «Миротворець». Підтримав вторгнення Росії в Україну.

## Біографія
Народився 29 липня 1972 року в місті Североуральську Свердловської області в сім'ї водія-професіонала Бориса Петровича Горобченка та інженера-економіста Ніни Олександрівни (уроджена Сафонова). У школі був «хорошистом». Займався волейболом, відвідував музичну школу.
У 1989—1991 роках навчався в Санкт-Петербурзькому державному гірничому інституті, з якого пішов і вступив до театрального ЗВО — Ленінградського державного інституту театру, музики і кінематографії (Лгитмик) імені Н. К. Черкасова.
Після закінчення інституту до 2000 року був актором Санкт-Петербурзького академічного театру комедії імені М. П. Акімова.
У 2000—2002 роках — актор Московського державного театру «Ленком».
З 1998 року почав зніматися в кіно. Популярність прийшла після ролі Петі «Рами» у фільмі «Бумер» (2003) режисера Петра Буслова. Заради зйомок у цій картині актор був змушений піти з театру «Ленком».
У липні 2006 року, під час прем'єрного показу першого сезону телесеріалу «Офіцери», люди з Служби зовнішньої розвідки Росії подарували Сергію Горобченко бойової кортик за виконання ролі спецназівця Олександра Гайдамака.
Для ролі хокеїста Михайла Будника в повнометражному ігровому фільмі «Міннесота» (2009) режисера Андрія Прошкіна Сергій Горобченко протягом місяця навчався грі в хокей у Олімпійського чемпіона Едуарда Іванова. Пізніше отримані навички стали в нагоді акторові при зйомках серіалу Молодіжка.
30 жовтня 2009 року Сергій Горобченко отримав численні травми через падіння з мотоцикла під час виконання трюку на зйомках телесеріалу «Москва. Центральний округ 3» у Москві і був доставлений в інститут швидкої допомоги імені М. В. Скліфосовського. Обстеження виявило, що в актора забій, гемартроз колінного суглоба, перелом лівої великогомілкової кістки і часткове пошкодження колінного суглоба.
29 липня 2012 року лідер політичної партії «Справедлива Росія» Сергій Миронов на своєму офіційному сайті привітав Сергія Борисовича Горобченко з 40-річним ювілеєм.

## Особисте життя
На другому курсі ЛДІТМіК від співжиття з однокурсницею Олександрою Флоринською у Сергія Горобченко народився син Гліб (нар.. 14 жовтня 1997).
У 2008 році одружився з акторкою Поліною Невзоровою (нар.. 9 жовтня 1981), донькою телеведучого Олександра Невзорова.
- - сини — Олександр (нар.. 2008[11]), Петро (нар.. 2010[11]) та Іван (нар.. 2012).
  - дочки — Анна (нар.. 2014), Софія (нар.. 2015), Катерина (нар.. 2016), Поліна (нар.. 2017).

## Творчість

### Фільмографія
1. 1998 — 1999 — Агент національної безпеки (1-й сезон, серія № 2 «Петя і віл») —  Петро Євгенович Смирнов, хакер
2. 2001 — Марш Турецького (2-й сезон, фільм № 2 «Перебіжчик») —  Валерій Вєдєнєєв, начальник служби безпеки
3. 2002 — Башмачник —  Антон Горохів, продавець взуття
4. 2002 — Порода —  «Срібний»
5. 2002 — Тільки раз... —  Павлик  (вокал Дмитро Харатьян)
6. 2003 — Бумер —  Петя «Рама»
7. 2003 —  2010 — Москва. Центральний округ —  Володя Реп'яхов
8. 2003 — Смугасте літо —  Бетмен
9. 2003 — Стилет —  Олексій
10. 2003 — Таксистка —  Сева, студент  (в епізоді 1-09)
11. 2004 — Місце під сонцем —  Паша Дубровін
12. 2004 — Московська спека —  Олег
13. 2004 — Тариф на любов —  Влад
14. 2005 — Таксистка. Новий рік за Гринвічем —  Сева
15. 2005 — Доктор Живаго —  Патуля Антипов
16. 2005 — Закоханий агент.
17. 2005 — Близькі люди —  Павло Андрійович Степанов, власник будівельної компанії
18. 2005 — Бумер. Фільм другий —  Петя «Рама»
19. 2005 — Перший після Бога —  Галієв
20. 2006 — Дівчинка з Півночі —  Єгор Зубков, капітан
21. 2006 — Капітанські діти —  Георгій Турчин
22. 2006 — Ліфт —  Гоша
23. 2006 — Офіцери —  Олександр Гайдамак («Шураков»), спецназівець КДБ (пізніше — ГРУ) ' '
24. 2006 — Танцюй... —  Олег
25. 2007 — Жарт —  Гліб
26. 2007 — Прилетить раптом чарівник —  Сергій Борисович Лисичкін
27. 2007 — Ленінград —  Селіванов
28. 2008 — Сищики районного масштабу —  Микита Савушкін, заступник начальника відділу розслідування вбивств районного кримінального розшуку
29. 2008 — Московский жиголо —  Костянтин Сергійович Євстаф'єв
30. 2008 — Куля-дура 1 «Повернення агента».
31. 2008 — Руда —  Стас Лисицький
32. 2008 — Осінній вальс —  Максим Леонідович Протасов, директор ріелторського агентства «Новий дім»
33. 2008 — Велика різниця —  Іван  (озвучив Сергій Стрельников)
34. 2008 — Циганочка з виходом —  Іван Головін, московський балетмейстер
35. 2008 — Квартирантка —  Олег, продюсер рекламного агентства
36. 2008 — Брати Карамазови —  Дмитро Карамазов
37. 2008 — Дев'ять апельсинів —  Микита Савушкін
38. 2009 — Лаве —  Тимур, слідчий
39. 2009 — Міннесота —  Михайло Будник, хокеїст-професіонал [12]
40. 2009 — Офіцери 2 —  Олександр Гайдамак («Шураков»), спецназівець КДБ (пізніше — ГРУ)  (головна роль)[13]
41. 2009 — Останній вагон
42. 2009 — Куля-дура 2 «Агент майже не видно».
43. 2009 — Куля-дура 3 «Агент для спадкоємиці».
44. 2009 — Монро —  Сергій Шмельов
45. 2009 — Горобиновий вальс —  Єгор, чоловік Поліни
46. 2009 — Подарунок долі —  Олександр Петрович Прокопенко, нейрохірург
47. 2010 — Вийшов їжачок з туману —  Ігор Олександрович Тюрін  (озвучив Денис Беспалий)
48. 2010 — Доросла дочка, або Тест на... —  Посередників, футболіст
49. 2010 — Батьки —  Олег Хромов
50. 2010 — На світі живуть добрі і хороші люди —  Дмитро
51. 2010 — Русский дубль —  Володимир Суровцев, оперуповноважений
52. 2010 — Знайди мене —  Юрій Кузовльов, чоловік Наталії, батько Аліси
53. 2011 — Помста без права передачі —  Максим Крилов [14]
54. 2011 — Вітер північний —  Сергій Прозоров, капітан 3-го рангу
55. 2011 — Куля-дура 4 «Агент і скарб нації».
56. 2011 — Куля-дура 5 «Смарагдове справу агента».
57. 2012 — Братство десанту —  Олег Дьомін, начальник карного розшуку, майор поліції
58. 2012 — Захисниця —  Сергій Макаров, слідчий пратури
59. 2012 — Зовнішнє спостереження —  Ігор Ладонін, бізнесмен
60. 2012 — Фродо —  Павло Платонов
61. 2012 — ППС-2 —  Валерій Ігорович Ільїн, олігарх
62. 2013 — Подвійний блюз —  Олег Левін, оперативник[15]
63. 2013 —  2014 — Чужий —  Михайло Аристов-Кенгуру та Даваз
64. 2014 — Скліфосовський (3-й сезон) —  Ілля Ілліч Земцов, заступник мера, коханець Поліни Пастухової
65. 2014 — Розпечений периметр —  Костянтин Юрійович Нікольський, майор
66. 2014 — Колишніх не буває —  Віктор Сергійович Платонов
67. 2014 — Надія —  Михайло Афанасьєв, адвокат
68. 2014 — Вибух з минулого —  Петро Шалевич, заступник Ковальова
69. 2015 — Ідеальна жертва —  Юрій, кримський підприємець
70. 2015 — Вкрадена весілля —  Ярослав
71. 2015 — Петля Нестерова —  Борис Смолін, капітан УБХСС
72. 2017 — Це було біля моря —  Андрій
73. 2017 — Недопалок
74. 2017 — За півгодини до весни —  Вадим
75. 2017 — Торгсин —  «Гиря» (Гриша Власов), ватажок банди
76. 2017 — Серцева недостатність —  Зайцев
77. 2017 — Молодіжка — 5. «Бурі ведмеді» (зі 192 серії) —  Борис Андрійович Нікітін («Старий»), хокеїст, який грає другий тренер команди «Бурі ведмеді»
78. 2018 — Незламний —  Кротов, радист
79. 2018 — Щастя наполовину —  Андрій Смирнов
80. 2018 — Опівнічне сонце —  Ніколас
81. 2018 — Два береги —  Захар Єрмаков
82. 2018 — Чернетка —  Андрій Вікторович, шеф Кирила
83. 2018 — Провідник —  батько Каті
84. 2018 — Прощатися Не будемо —  Горохов
85. 2018 — Попереду день —  Кирило
86. 2019 — Імам Шаміль. Облога Ахульго —  Карл Врангель
87. 2019 — З м'ячем до Британії (документальний) —  Володимир Савдунін
88. 2019 — Легенда Феррарі —  Канівський, помічник Ермлера
89. 2019 — Дочка темряви —  пан Костянтин Олександрович
90. 2019 — За щастям —  Брут
91. 2021 — Осколки. Новий сезон (телесеріал)

## Призи та нагороди
- 2002 — приз «Бронзова підкова» II-го фестивалю-огляду російських фільмів «про любов» «Любити по-російськи» (Москва) — за виконання головної ролі (Антона Горохова) у фільмі " Башмачник " режисера Володимира Зайкіна[16].
- 2009 — приз за найкращу чоловічу роль VII-го фестивалю кіно і театру «Амурська осінь» (Благовєщенськ) — за виконання ролі Михайла Будника в повнометражному ігровому фільмі " Міннесота " режисера Андрія Прошкіна[17].
- 2009 — номінант премії " Золотий орел " в номінації «Найкраща чоловіча роль на телебаченні» — за роль Дмитра Карамазова в телесеріалі " Брати Карамазови " режисера Юрія Мороза[18].
- 2010 — лауреат премії «Людина року» чоловічого журналу «GQ» (Росія) в номінації «Актор року»[19][20].

## Санкції
З 15 січня 2023 року Сергій Горобченко   знаходиться під персональними санкціями України за підтримку Росії в Україну.